# بتسی براندت
 بتسی براندت  (به انگلیسی: Betsy Brandt) بازیگر آمریکایی است. وی نقش «مری شریدر» را در سریال برکینگ بد بازی کرده است.
بتسی براندت متاهل بوده و به همراه همسرش هردو در یک دانشگاه، دانشگاه ایلینوی در اربانا-شمپین درس خوانده‌اند. این زوج دارای دو فرزند نیز هستند. دومین فرزند وی در سال ۲۰۰۸ و در زمانی که فصل دوم سریال برکینگ بد در حال ساخت بود به دنیا آمد. بتسی به همراه خانواده‌اش در شهر لس‌آنجلس در ایالت کالیفرنیا سکونت دارند.

## گزیده فیلم‌شناسی
فهرست برخی از فیلم‌هایی که بتسی براندت در آنها به ایفای نقش پرداخته است:
- مجیک مایک
- برکینگ بد (مجموعه تلویزیونی)
- فقط برای اعضا (مجموعه تلویزیونی)
- بدو عزیزم بدو

## پیوند
بتسی براندت در بانک اطلاعات اینترنتی فیلم‌ها